# Circuit de Borsele 2013
La 12e édition du Circuit de Borsele a lieu le 20 avril 2013. La course fait partie du calendrier international féminin UCI 2013 en catégorie 1.2. Elle est remportée par la Néerlandaise Vera Koedooder.

## Récit de la course
Le fort vent provoque une sélection d'entrée. Au bout du premier tour de vingt-deux kilomètres, il ne reste déjà plus qu'une quarantaine de coureuses dans le peloton. Neuf coureuses s'extraient. Il s'agit de : Chloe Hosking, Loes Gunnewijk, Nina Kessler, Lisa Brennauer, Amanda Spratt, Annemiek van Vleuten, Monique van de Ree, Amy Pieters et Moniek Tenniglo. Un groupe de dix poursuivantes se forme. Il contient : Vera Koedooder, Lucinda Brand, Adrie Visser, Anouska Koster, Ilona Hoeksma, Julia Soek, Oxana Kozonchuk, Elise Karssies, Lauren Kitchen et Melissa Hoskins. À la fin du deuxième tour, les deux groupes fusionnent. Lors du troisième tour, six coureuses sortent de ce nouveau groupe : Koedooder, Gunnewijk, Brand, Hosking, Kessler et Kozonchuk. Elles ne sont plus revues. Dans le dernier tour, les deux premières se détachent. Dans un sprint à deux, Koedoorder s'impose.

## Classements

### Classement final
| \| Classement général \| Classement général \| Classement général \| Classement général \| Classement général \| \| Coureur \| Coureur \| Pays \| Équipe \| Temps \| \| ------------------ \| -------------------- \| ------------------ \| -------------------------------- \| ------------------ \| \| 1re \| Vera Koedooder \| Pays-Bas \| Sengers \| 3 h 05 min 56 s \| \| 2e \| Loes Gunnewijk \| Pays-Bas \| Orica-AIS \| + 0 s \| \| 3e \| Lucinda Brand \| Pays-Bas \| Rabo Women \| + 27 s \| \| 4e \| Chloe Hosking \| Australie \| Hitec Products UCK \| + 53 s \| \| 5e \| Nina Kessler \| Pays-Bas \| Boels Dolmans \| + 1 min 05 s \| \| 6e \| Oxana Kozonchuk \| Russie \| RusVelo \| + 2 min 16 s \| \| 7e \| Amanda Spratt \| Australie \| Orica-AIS \| + 2 min 32 s \| \| 8e \| Annemiek van Vleuten \| Pays-Bas \| Rabo Women \| + 2 min 48 s \| \| 9e \| Adrie Visser \| Pays-Bas \| Boels Dolmans \| + 2 min 48 s \| \| 10e \| Ilona Hoeksma \| Pays-Bas \| Parkhotel Valkenburg Continental \| + 2 min 48 s \| |                      |           |                                  |                 |
| |                      |           |                                  |                 |
| |                      |           |                                  |                 |
| Classement général |                      |           |                                  |                 |
| Coureur | Coureur              | Pays      | Équipe                           | Temps           |
| 1re | Vera Koedooder       | Pays-Bas  | Sengers                          | 3 h 05 min 56 s |
| 2e | Loes Gunnewijk       | Pays-Bas  | Orica-AIS                        | + 0 s           |
| 3e | Lucinda Brand        | Pays-Bas  | Rabo Women                       | + 27 s          |
| 4e | Chloe Hosking        | Australie | Hitec Products UCK               | + 53 s          |
| 5e | Nina Kessler         | Pays-Bas  | Boels Dolmans                    | + 1 min 05 s    |
| 6e | Oxana Kozonchuk      | Russie    | RusVelo                          | + 2 min 16 s    |
| 7e | Amanda Spratt        | Australie | Orica-AIS                        | + 2 min 32 s    |
| 8e | Annemiek van Vleuten | Pays-Bas  | Rabo Women                       | + 2 min 48 s    |
| 9e | Adrie Visser         | Pays-Bas  | Boels Dolmans                    | + 2 min 48 s    |
| 10e | Ilona Hoeksma        | Pays-Bas  | Parkhotel Valkenburg Continental | + 2 min 48 s    |

### Points UCI
| Position           | 1er | 2e | 3e | 4e | 5e | 6e | 7e | 8e | 9e | 10e |
| Classement général | 40  | 30 | 16 | 12 | 10 | 8  | 6  | 3  | 2  | 1   |